# スティーヴン・アホール
スティーヴン・アホール（Stephen Ahorlu、1988年9月5日 - ）は、ガーナの元サッカー選手。元ガーナ代表。ポジションはゴールキーパー。

## 経歴
2010年に2010 FIFAワールドカップに臨むガーナ代表のメンバーに選ばれたが出場機会は無かった。

## 代表歴

### 出場大会
- ガーナ代表
  - 2010 FIFAワールドカップ